# Krzaki (Chruścice)
Krzaki – część wsi Chruścice w Polsce, położona w województwie świętokrzyskim, w powiecie pińczowskim, w gminie Pińczów.
W latach 1975–1998 Krzaki administracyjnie należały do województwa kieleckiego.